# Non Stanford
Non Stanford née le 8 janvier 1989 à Swansea est une triathlète professionnelle galloise, championne du monde 2013.

## Biographie
Non Stanford commence sa pratique sportive par le cross-country avec réussite dans les catégories jeunes en Angleterre. Elle entre en section sport à l'Université de Birmingham. À la suite d'une blessure en 2008, elle se lance dans la natation, puis rejoint le club de triathlon de l'université. Elle participe à plusieurs compétitions britanniques et obtient la bourse « Paul Weston Triathlon » qui lui permet de se consacrer au triathlon. En 2010 elle participe au Grand Prix de triathlon (championnat de France des clubs) avec le club de triathlon de Montpellier.  
En 2012, elle remporte le  championnat du monde espoir (U23) de la Fédération internationale de triathlon (ITU) à Auckland en Nouvelle-Zélande et en 2013, à l'âge de 24 ans, elle devient championne du monde élite, devant sa compatriote britannique Jodie Stimpson.
Après une blessure en début d'année dont elle ne se remet pas rapidement, elle ne prend part à aucun triathlon en 2014.

## Palmarès
Le tableau présente les résultats les plus significatifs (podium) obtenus sur le circuit international de triathlon depuis 2010,.
| Année | Compétition                                        | Pays             | Position           | Temps           |
| ----- | -------------------------------------------------- | ---------------- | ------------------ | --------------- |
| 2022  | Championnats d'Europe de triathlon                 | Allemagne        | Médaille d'or      | 1 h 52 min 10 s |
| 2019  | WTS Hambourg                                       | Allemagne        | Médaille d'or      | 0 h 59 min 24 s |
| 2018  | WTS étape de Le Cap                                | Afrique du Sud   | Médaille d'argent  | 58 min 52 s     |
| 2017  | Coupe du monde - l'étape super sprint de Chengdu   | Chine            | Médaille d'or      | 0 h 29 min 36 s |
| 2016  | WTS Le Cap                                         | Afrique du Sud   | Médaille d'or      | 0 h 59 min 49 s |
| 2015  | Championnats du monde de triathlon en relais mixte | Allemagne        | Médaille de bronze | 1 h 20 min 52 s |
| 2015  | WTS étape de Chicago                               | États-Unis       | Médaille d'argent  | 1 h 56 min 5 s  |
| 2015  | WTS étape de Hambourg                              | Allemagne        | Médaille de bronze | 0 h 57 min 24 s |
| 2013  | Championnats du monde (WTS) - Classement Général   |                  |                    |                 |
| 2013  | WTS étape de Londres                               | Royaume-Uni      |                    | 2 h 1 min 31 s  |
| 2013  | WTS étape de Madrid                                | Espagne          |                    | 2 h 4 min 39 s  |
| 2013  | WTS étape de Stockholm                             | Suède            |                    | 1 h 56 min 20 s |
| 2013  | WTS étape de San Diego                             | États-Unis       |                    | 2 h 0 min 3 s   |
| 2013  | WTS étape de Hambourg                              | Allemagne        |                    | 0 h 57 min 35 s |
| 2013  | Coupe d'Europe - étape de Quarteira                | Portugal         |                    | 2 h 1 min 29 s  |
| 2012  | WTS Auckland                                       | Nouvelle-Zélande |                    | 2 h 16 min 6 s  |
| 2012  | Championnat du monde en mixte                      | Suède            |                    | 1 h 26 min 48 s |
| 2010  | Coupe d'Europe - étape de Brasschaat               | Belgique         |                    | 1 h 58 min 24 s |

| Année | Nombres | Étapes               |
| ----- | ------- | -------------------- |
| 2021  | 1       | Metz                 |
| 2015  | 1       | Nice                 |
| 2013  | 2       | Dunkerque, Nice      |
| Total | 4       | 3 villes différentes |